# Thomas K. Turnage

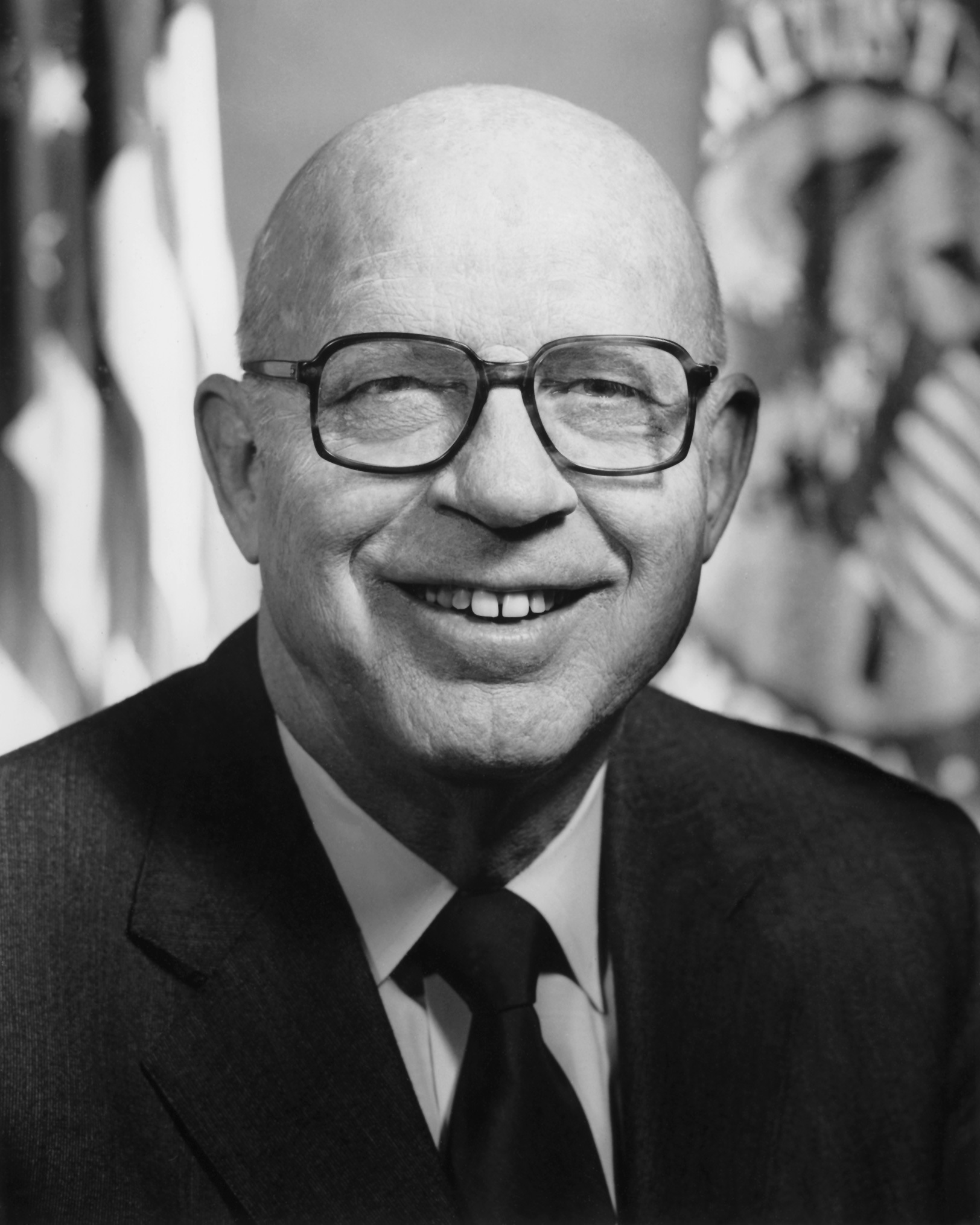
Thomas K. Turnage

Thomas K. Turnage (* 27. Juni 1923 in Conroe, Texas; † 10. Dezember 2000 in Rancho Mirage, Kalifornien) war ein US-amerikanischer Generalmajor und Verwaltungsbeamter.

## Biografie
Turnage trat 1943 in die US Army ein und nahm aktiv am Zweiten Weltkrieg sowie am Koreakrieg teil. 1982 wurde er im Range eines Generalmajors aus dem aktiven Militärdienst verabschiedet. Für seine militärischen Verdienste wurde er mit der Distinguished Service Medal sowie dem Bronze Star ausgezeichnet. Nach seinem Ausscheiden aus der Army war er Direktor des Auswahldienstes (Selective Service) sowie Manager einer Task Force für Planungsaufgaben von Verteidigungsminister Caspar Weinberger.
1986 wurde er Leiter der Verwaltungsbehörde für Veteranenangelegenheiten (Veterans Administration) und spielte als solcher eine maßgebliche Rolle bei der Umwandlung der Behörde in das Kriegsveteranenministerium der Vereinigten Staaten am 15. März 1989. Zu dieser Zeit war die Veteranenbehörde die größte eigenständige Regierungsbehörde mit mehr als 240.000 Beschäftigten sowie einem jährlichen Budget mit mehr als 25 Milliarden Dollar. Am 1. März 1989 folgte ihm Ed Derwinski als Leiter der Veteranenbehörde.
Turnage war seit 1945 mit der Schauspielerin Jane Adams (1918–2014) verheiratet.